# Sheila Young

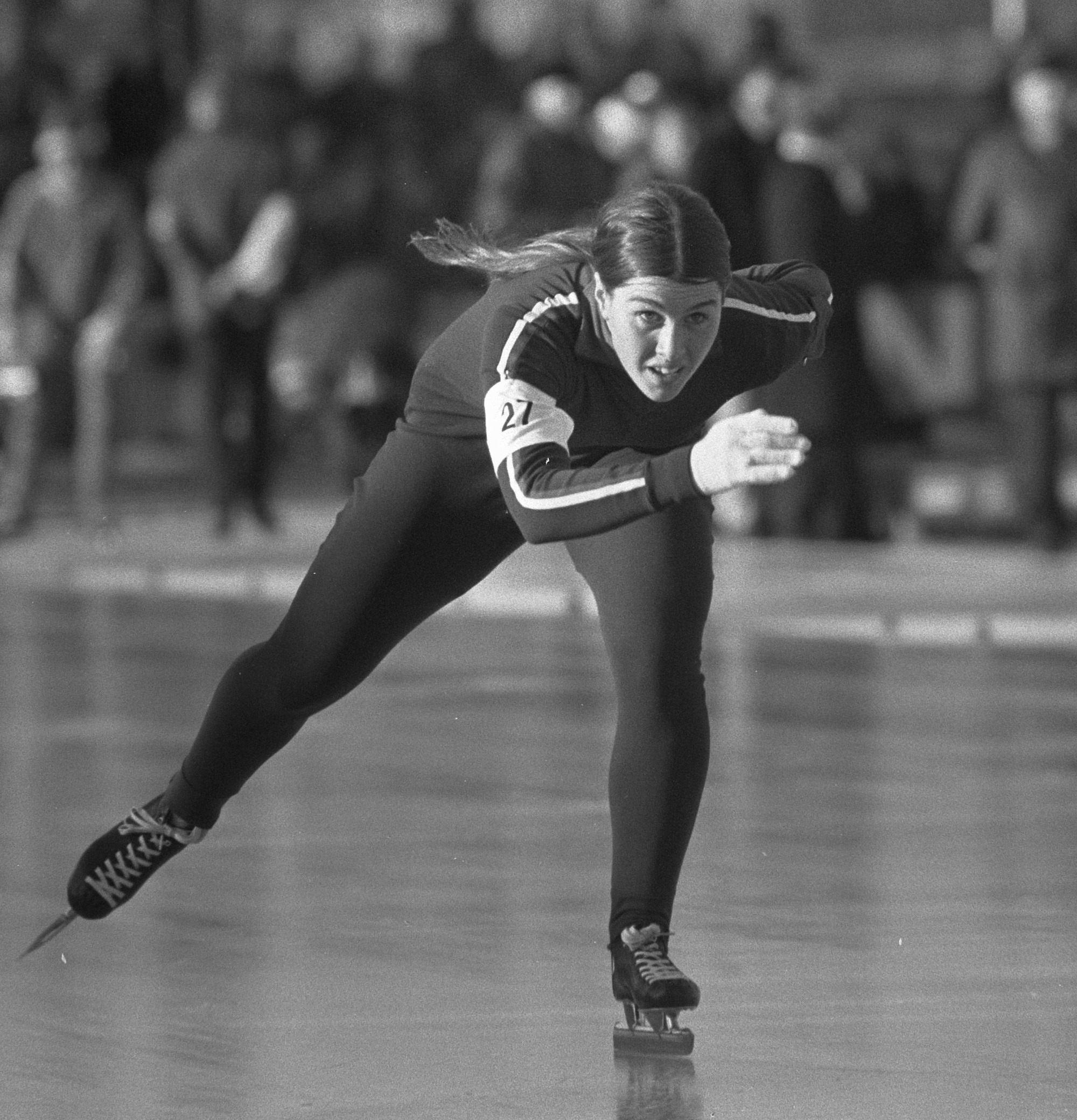
Sheila Young op de WK allround 1974

Sheila Grace Young (Birmingham (Detroit), 14 oktober 1950) is een voormalig Amerikaans langebaanschaatsster en baanwielrenner. Ze is getrouwd met de Amerikaanse wielrencoach Jim Ochowicz.

## Carrière
Sheila Young begon haar schaatsloopbaan flitsend met een 4e plaats op de 500 meter tijdens Olympische Winterspelen van 1972 in Sapporo. Een jaar later werd ze de eerste sportster die wereldkampioen werd in twee verschillende sporten in hetzelfde jaar. Young werd namelijk wereldkampioen sprint en wereldkampioen wielrennen op de baan. In hetzelfde jaar schaatste de Amerikaanse in Davos met haar 41,8 als eerste de 500 meter sneller dan 42 seconden.
Drie jaar later schaatste ze in wederom Davos de eerste 500 meter sneller dan 41 seconden, ditmaal bracht ze 40,91 op de klokken. In wereldrecordstemming ging ze naar de Winterspelen in Innsbruck. Op de Oostenrijkse schaatsbaan etaleerde Young haar snelheid en werd kampioen op de 500 meter, bovendien won ze zilver op de 1500 meter en brons op de 1000 meter.
Het schaatsen en baanwielrennen bleef ze succesvol combineren. Young werd na 1973 wereldkampioen sprint in 1975 en 1976 en wereldkampioen op de baan in 1975 en 1981.
Sheila Young nam viermaal deel aan het WK Allround, op het WK van 1973 veroverde ze de gouden afstandsmedaille op de 500m en eindigde als elfde. Op het WK van 1974 werd ze vierde en behaalde goud op de 500m en brons op de 3000m. Op de WK's van 1975 en 1976 behaalde ze beide keren goud op de 500m en 1000m, en eindigde ze als derde in het eindklassement.
Sheila Young werd in totaal driemaal wereldkampioen sprint bij het baanwielrennen in 1973, 1976, 1981. Young werd ook viermaal Amerikaans kampioen sprint bij het baanwielrennen.
Youngs dochter, Elli Ochowicz, werd ook schaatsster. Reeds op 16-jarige leeftijd mocht de jonge Ochowicz meedoen met het WK Sprint van 2000 in Seoel.

## Schaatsen

### Resultaten
| Jaar | Olympische Spelen    | WK Allround | WK Sprint |
| ---- | -------------------- | ----------- | --------- |
| 1972 | 4e 500m 17e 1000m    |             | 8e        |
| 1973 |                      | 11e         | Goud      |
| 1974 |                      | 4e          | 11e       |
| 1975 |                      | Brons       | Goud      |
| 1976 | 500m · 1000m · 1500m | Brons       | Goud      |
| 1977 |                      |             |           |
| 1978 |                      |             |           |
| 1979 |                      |             |           |
| 1980 |                      |             |           |
| 1981 |                      |             | 7e        |
| 1982 |                      |             | 13e       |

#### Medaillespiegel
| Kampioenschap     | Goud · | Zilver · | Brons · |
| ----------------- | ------ | -------- | ------- |
| Olympische Spelen | 1      | 1        | 1       |
| WK Allround       | 0      | 0        | 2       |
| WK Sprint         | 3      | 0        | 0       |

### Records

#### Persoonlijke records
| Afstand    | Tijd    | Datum           | Baan En |
| ---------- | ------- | --------------- | ------- |
| 500 meter  | 40,68   | 13 maart 1976   | Inzell  |
| 1000 meter | 1.24,38 | 13 maart 1976   | Inzell  |
| 1500 meter | 2.14,68 | 31 januari 1976 | Davos   |
| 3000 meter | 5.02,88 | 26 januari 1976 | Madonna |

#### Wereldrecords
| Nr. | Afstand        | Tijd    | Datum           | Baan   |
| --- | -------------- | ------- | --------------- | ------ |
| 1   | 500 meter      | 41,80   | 19 januari 1973 | Davos  |
| 2   | sprintvierkamp | 173,450 | 20 januari 1973 | Davos  |
| 3   | 500 meter      | 40,91   | 31 januari 1976 | Davos  |
| 4   | 500 meter      | 40,68   | 13 maart 1976   | Inzell |
| 5   | sprintvierkamp | 166,210 | 13 maart 1976   | Inzell |

#### Wereldrecords laaglandbaan (officieus)
| Nr. | Afstand   | Tijd  | Datum            | Baan  |
| --- | --------- | ----- | ---------------- | ----- |
| 1.  | 500 meter | 42,90 | 12 februari 1975 | Hamar |
| 2.  | 500 meter | 42,30 | 22 februari 1975 | Assen |

## Wielrennen

### Resultaten
| Jaar | WK     | NK     |
| ---- | ------ | ------ |
| 1971 |        | sprint |
| 1972 | sprint |        |
| 1973 | sprint | sprint |
| 1976 | sprint | sprint |
| 1981 | sprint | sprint |
| 1982 | sprint |        |

1960: Helga Haase ·
1964: Lidia Skoblikova ·
1968: Ljoedmila Titova ·
1972: Anne Henning ·
1976: Sheila Young ·
1980: Karin Enke ·
1984: Christa Rothenburger ·
1988: Bonnie Blair ·
1992: Bonnie Blair ·
1994: Bonnie Blair ·
1998: Catriona Le May-Doan ·
2002: Catriona Le May-Doan ·
2006: Svetlana Zjoerova ·
2010: Lee Sang-hwa ·
2014: Lee Sang-hwa ·
2018: Nao Kodaira ·
2022: Erin Jackson